# Saison 2 de Melrose Place
Chronologie
Saison 1 Saison 3
Cet article présente le guide des épisodes de la deuxième saison de la série télévisée américaine Melrose Place.

## Distribution

### Acteurs principaux
- Josie Bissett (VF : Isabelle Maudet) : Jane Andrews Mancini

- Thomas Calabro (VF : Vincent Violette) : Michael Mancini

- Doug Savant (VF : Emmanuel Curtil) : Matthew Fielding Jr.

- Grant Show (VF : Thierry Ragueneau) : Jake Hanson

- Andrew Shue (VF : Vincent Ropion) : Billy Campbell
- Courtney Thorne-Smith (VF : Virginie Mery) : Alison Parker

- Daphne Zuniga (VF : Déborah Perret) : Jo Beth Reynolds

- Avec la participation spéciale de Heather Locklear (VF : Dominique Dumont)  : Amanda Woodward

### Acteurs récurrents
- Laura Leighton (VF : Joëlle Guigui) : Sydney Andrews (2.2-2.9, 2.11-2.31)
- Marcia Cross (VF : Blanche Ravalec) : Kimberly Shaw (2.1-2.12, 2.27-2.32)
- Parker Stevenson (VF : Edgar Givry) : Steve McMillan (2.7-2.14)
- Kristian Alfonso (VF : Colette Nucci) : Lauren Etheridge (2.11, 2.13, 2.15, 2.26, 2.29, 2.30)
- Wayne Tippit (VF : Gérard Dessalles) : Palmer Woodward (2.8, 2.10, 2.12, 2.14, 2.16)
- Linda Gray (VF : Evelyne Séléna) : Hillary Michaels (2.28-2.32)
- William R. Moses (VF : Patrick Messe) : Keith Gray (2.1-3)
- Meg Wittner (en) : Nancy Donner (2.10, 2.14 2.18)
- Rob Estes : Sam Towler (2.4)

## Épisodes

### Épisode 1:Le Persécuteur
- États-Unis : 8 septembre 1993 sur Fox
- Québec : 20 août 1996 sur TVA

### Épisode 2:Échec à l'agresseur
- États-Unis : 15 septembre 1993 sur Fox
- Québec : 27 août 1996

### Épisode 3:Vengeance
- États-Unis : 22 septembre 1993 sur Fox
- Québec : 3 septembre 1996

### Épisode 4:Incendie
- États-Unis : 29 septembre 1993 sur Fox
- Québec : 10 septembre 1996

### Épisode 5:Question de confiance
- États-Unis : 6 octobre 1993 sur Fox
- Québec : 17 septembre 1996

### Épisode 6:Amour et séduction
- États-Unis : 13 octobre 1993 sur Fox
- Québec : 24 septembre 1996

### Épisode 7:Un jeu dangereux
- États-Unis : 20 octobre 1993 sur Fox
- Québec : 1er octobre 1996

### Épisode 8:Couples hésitants
- États-Unis : 27 octobre 1993 sur Fox
- Québec : 8 octobre 1996

### Épisode 9:Ruptures
- États-Unis : 10 novembre 1993 sur Fox
- Québec : 15 octobre 1996

### Épisode 10:La Malchance
- États-Unis : 10 novembre 1993 sur Fox
- Québec : 22 octobre 1996

### Épisode 11:L'Accident
- États-Unis : 17 novembre 1993 sur Fox
- Québec : 29 octobre 1996

### Épisode 12:Douche froide
- États-Unis : 24 novembre 1993 sur Fox
- Québec : 5 novembre 1996

### Épisode 13:Un duo pour trois
- États-Unis : 1er décembre 1993 sur Fox
- Québec : 12 novembre 1996

### Épisode 14:Bouc émissaire
- États-Unis : 15 décembre 1993 sur Fox
- Québec : 19 novembre 1996

### Épisode 15:Séparations
- États-Unis : 22 décembre 1993 sur Fox
- Québec : 26 novembre 1996

### Épisode 16:Expropriation
- États-Unis : 5 janvier 1994 sur Fox
- Québec : 3 décembre 1996

### Épisode 17:Le Piège
- États-Unis : 12 janvier 1994 sur Fox
- Québec : 10 décembre 1996

### Épisode 18:Révélation
- États-Unis : 26 janvier 1994 sur Fox
- Québec : 6 janvier 1997

### Épisode 19:Un jeune homme rusé
- États-Unis : 2 février 1994 sur Fox
- Québec : 13 janvier 1997

### Épisode 20:De surprise en surprise
- États-Unis : 9 février 1994 sur Fox
- Québec : 20 janvier 1997

### Épisode 21:Dérapage
- États-Unis : 16 février 1994 sur Fox
- Québec : 27 janvier 1997

### Épisode 22:Libérée sous caution
- États-Unis : 23 février 1994 sur Fox
- Québec : 3 février 1997

### Épisode 23:Marié malgré lui
- États-Unis : 2 mars 1994 sur Fox
- Québec : 10 février 1997

### Épisode 24:L'Amour à la Mancini
- États-Unis : 16 mars 1994 sur Fox
- Québec : 17 février 1997

### Épisode 25:Les Sœurs piégées
- États-Unis : 23 mars 1994 sur Fox
- Québec : 24 février 1997

### Épisode 26:La Vipère
- États-Unis : 6 avril 1994 sur Fox
- Québec : 3 mars 1997

### Épisode 27:La Psychothérapie
- États-Unis : 20 avril 1994 sur Fox
- Québec : 10 mars 1997

### Épisode 28:Une revenante
- États-Unis : 27 avril 1994 sur Fox
- Québec : 17 mars 1997

### Épisode 29:Un charme irrésistible
- États-Unis : 4 mai 1994 sur Fox
- Québec : 24 mars 1997

### Épisode 30:Un petit diable dans la tête
- États-Unis : 11 mai 1994 sur Fox
- Québec : 31 mars 1997

La scène dans le club de strip-tease dans laquelle Sydney danse en sous-vêtements léopard est un moment mémorable de l'épisode.

### Épisode 31:Jusqu'à ce que la mort nous sépare (1/2)
- États-Unis : 18 mai 1994 sur Fox
- Québec : 7 avril 1997

### Épisode 32:Jusqu'à ce que la mort nous sépare (2/2)
- États-Unis : 18 mai 1994 sur Fox
- Québec : 14 avril 1997

## Réception
Heather Locklear a été nommée aux Golden Globes dans la catégorie meilleure actrice d'une série dramatique en 1993 pour la première fois de sa carrière.
Darren Star considère la scène dans laquelle Kimberly ôte sa perruque et révèle une cicatrice à la tête comme l'un des meilleurs rebondissements de la série.
L'épisode "Jusqu'à ce que la mort nous sépare", diffusé en une seule partie aux Etats-Unis, a réalisé la meilleure audience américaine de la série toutes saisons confondues avec 19,3 millions de téléspectateurs.